# Tayikistán en los Juegos Olímpicos de Londres 2012
Tayikistán estuvo representado en los Juegos Olímpicos de Londres 2012 por un total de 16 deportistas, 13 hombres y 3 mujeres, que compitieron en 7 deportes.
La portadora de la bandera en la ceremonia de apertura fue la boxeadora Mavzuna Chorieva.

## Medallistas
El equipo olímpico tayiko obtuvo las siguientes medallas:
| Nombre           | Deporte | Competición |
| ---------------- | ------- | ----------- |
| Oro              |         |             |
| —                |         |             |
| Plata            |         |             |
| —                |         |             |
| Bronce           |         |             |
| Mavzuna Chorieva | Boxeo   | 60 kg F     |